# Parco naturale della Valle del Ticino
Il parco naturale della Valle del Ticino, noto anche con il nome di Parco Valle Ticino, è un'area naturale protetta che sorge in undici comuni della provincia di Novara, vicino al fiume Ticino, al confine con il parco naturale lombardo della Valle del Ticino.
Quest'area, con sede presso la tenuta Villa Picchetta, nel comune di Cameri, è stata istituita per mezzo di una legge regionale del 1978 e nel corso degli anni è diventata Sito di interesse comunitario.
Il parco, infatti, è costituito da differenti ecosistemi che comprendono una fitta area ricca di boschi, prati, brughiere e una zona umida rappresentata dal fiume, dalle lanche e dalle risorgive.
Nel 2022 il parco naturale della Valle del Ticino e il parco naturale lombardo della Valle del Ticino, insieme al parco nazionale della Val Grande e al parco regionale Campo dei Fiori, sono stati inclusi dall'UNESCO nella Rete mondiale di riserve della biosfera. Si è quindi creata la Riserva della Biosfera Ticino Val Grande Verbano, che copre un territorio di oltre 3.320 km² tra Lombardia e Piemonte, dalle alpi alla foce del Ticino nel Po, estendendosi, a nord, fino al confine con la Svizzera.

## Territorio
Il parco Valle Ticino si estende in una porzione della provincia di Novara, a sud del Lago Maggiore, su di una superficie di circa 6.561 ettari che comprende una serie di comuni del Piemonte posti vicino fiume Ticino: Bellinzago Novarese, Cameri, Castelletto Sopra Ticino, Cerano, Galliate, Marano Ticino, Oleggio, Pombia, Romentino, Trecate, Varallo Pombia. I boschi occupano circa il 60% dell'area e rappresentano la parte dominante di questa vallata, alternandosi alle numerosi coltivazioni presenti nel sud, nella parte più pianeggiante del Parco.

## Flora
La maggior parte del territorio è occupata da boschi ricchi di latifoglie. Questi si estendono dal nord della vallata verso sud, alternandosi alle coltivazioni e ai prati posti nella zona meridionale del parco. I rigogliosi boschi della zona sono composti da diverse piante, tra le quali: olmi, pioppi, robinie, querce, farnie. Nel sottobosco, invece, è possibile trovare noccioli, prugnoli e biancospini.
Tra le fioriture erbacee che si sviluppano all'interno dei boschi, lungo i prati e le brughiere, è possibile annoverare: il dente di cane, la scilla, la pervinca e la primula. Le ninfee, i nanuferi e le tife costituiscono invece la tipica vegetazione acquatica dell'area.

## Fauna
I principali mammiferi sono rappresentati da: scoiattoli, lepri, conigli e volpi, presenti nelle zone meno umide.
Nelle zone umide, invece, tra gli anfibi vi è il pelobate fosco, mentre a livello di fauna ittica del fiume si possono trovare trote, lucci e cavedani.

## Monumenti e luoghi d'interesse

### Mulino Vecchio di Bellinzago Novarese
Situato nel comune di Bellinzago Novarese, è l'unico mulino ad acqua funzionante nella valle del Ticino, oggi Centro regionale di Educazione Ambientale. La struttura, menzionata nei documenti del XVI secolo, è stata acquistata dal Parco che - nel corso degli anni, con l'aiuto della regione - si è occupato di recuperarla e restaurarla, facendola diventare così centro di visita.

### Villa Picchetta
Situata nel comune di Cameri la villa - di proprietà della regione - è nota anche con il nome di "Cascina Picchetta" e, al suo interno, trova la sede dell'Ente di gestione delle aree protette del Ticino e del Lago Maggiore. Il complesso architettonico, già noto nei documenti del XVI secolo, è costituito da rustici e da un palazzo che si distingue per i caratteri signorili.

## Aree collegate
Insieme ad altri parchi del Piemonte orientale, l'area è gestita dall'Ente di gestione delle aree protette del Ticino e del Lago Maggiore.
Nel 2002 la Valle del Ticino nel suo insieme (Parco naturale della Valle del Ticino e Parco Lombardo della Valle del Ticino) è stata riconosciuta come Riserva della Biosfera MAB ed è entrata a pieno titolo nella Rete Globale delle Riserve di Biosfera.

## Galleria d'immagini

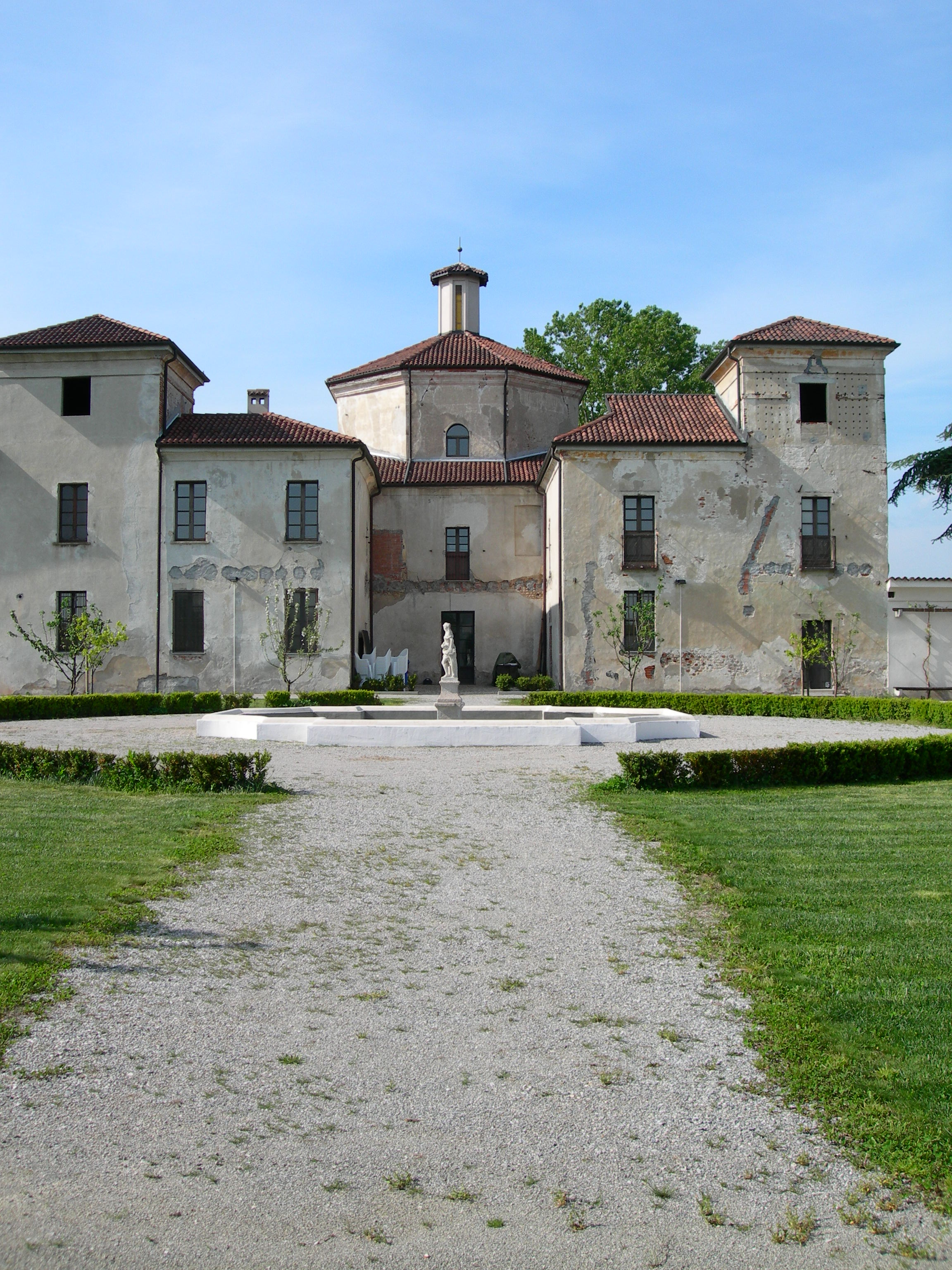
Villa Picchetta, sede del Parco
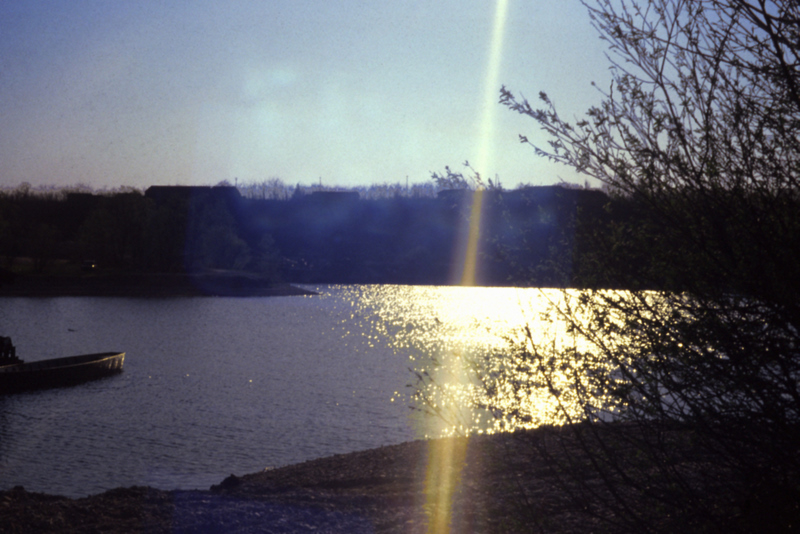
Parco del Ticino in un'immagine del 1979
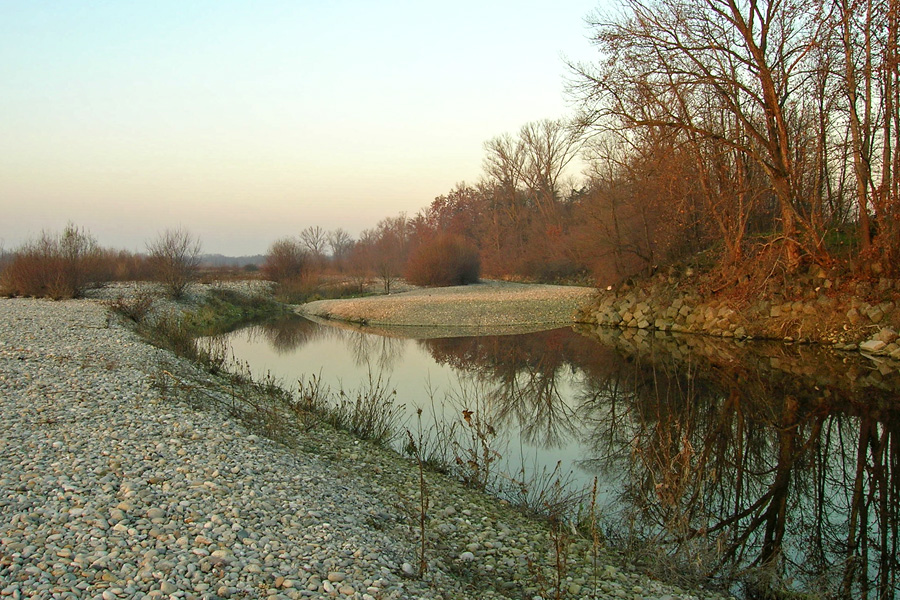
Il letto del fiume a Galliate
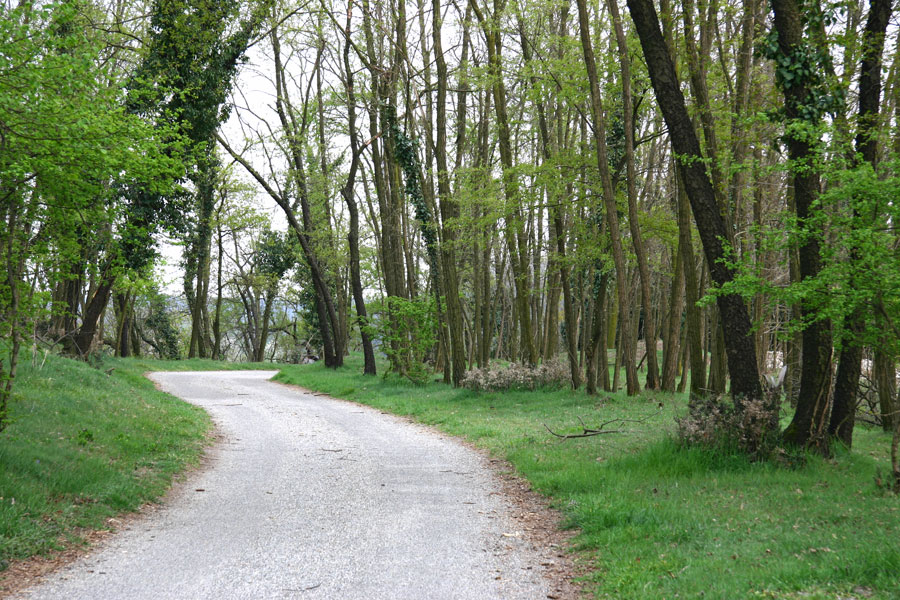
Pista ciclabile nel parco